# PHYHIP
PHYHIP‏ (Phytanoyl-CoA 2-hydroxylase interacting protein) هوَ بروتين يُشَفر بواسطة جين PHYHIP في الإنسان.